# Holding & Overall
Holding & Overall war ein australischer Hersteller von Automobilen.

## Unternehmensgeschichte
Das Unternehmen aus Sydney begann 1904 mit der Produktion von Automobilen. Der Markenname lautete Ace. Im gleichen Jahr endete die Produktion. Später wurde Acme Motor Engineering Works von G. S. Pursey übernommen und 1916 ein Modell als Acme angeboten. Von diesem Modell entstanden nur einige Fahrzeuge.

## Fahrzeuge
Der Ace von 1904 war ein leichter Zweisitzer. Der Motor leistete 10 PS.
Der Acme von 1916 hatte ebenfalls einen 10-PS-Motor.